# Jaroslav Proch
Jaroslav Proch (6. června 1919 Praha – 1. února 2009 Brno) byl český fotbalový brankář a farmaceut.
V roce 1946 se stal absolventem vysokoškolského studia v oboru farmacie na Masarykově univerzitě v Brně a byl mu udělen titul PhMr.
Narodil se v Praze, od dětských let vyrůstal v Tuřanech a Brněnských Ivanovicích. Byl nadšeným a všestranným sportovcem, jako aktivní hráč byl např. u počátků tenisu v Tuřanech v roce 1933. Hrál také lední hokej a věnoval se lehké atletice.

## Fotbalová kariéra
Začínal ve Viktorii Tuřany, v nejvyšší soutěži hrál za SK Židenice na podzim 1940. Nastoupil v 10 ligových utkáních a byl vůbec prvním prvoligovým fotbalistou pocházejícím z Tuřan (druhým byl Augustin Badin).
Debutoval v neděli 1. září 1940 v domácím zápase Židenic s SK Libeň (výhra 3:2), derniéru měl v neděli 17. listopadu téhož roku v Praze proti domácímu AFK Bohemia (prohra 1:3). Ve třetím kole uhájil na hřišti SK Pardubice své jediné čisté konto v I. lize.
Ze Židenic přestoupil do divizního (tehdejší 2. liga) mužstva SK Sparta Brno a později se vrátil do Tuřan.
V sezoně 1945/46 byl u největšího úspěchu tuřanského fotbalu, kdy Viktoria Tuřany postoupila z 2. místa I. okrsku I. B třídy (za vítěznou Líšní) do I. A třídy (3. nejvyšší soutěž), v níž působila jednu sezonu. Kariéru v A-mužstvu uzavřel v ročníku 1950, později často nastupoval za „Staré pány“.

### Prvoligová bilance
| Ročník               | Zápasy | Góly | Minuty | Nuly | Klub        |
| -------------------- | ------ | ---- | ------ | ---- | ----------- |
| Národní liga 1940/41 | 10     | 0    | 900    | 1    | SK Židenice |
| CELKEM               | 10     | 0    | 900    | 1    |             |